# Forum Novum
Forum Novum è stato un municipio romano di epoca imperiale; l'area archeologica è situata nell'attuale comune di Torri in Sabina.

## Storia
Dopo la conquista militare romana dei territori della Valle del Tevere, Forum Novum è stato elevato a municipium in età imperiale nel I secolo d.C. e assegnato alla tribù Crustumina, si trova lungo il Torrente Aia affluente del Tevere. Venne costruito probabilmente successivamente ad un altro Foro romano di età repubblicana, per questo motivo chiamato Novum. Era usuale per i romani deportare le popolazioni locali ribelli conquistate in luoghi più lontani. Venne citato da Plinio nella Naturalis Historia.
Fu attivo dall'età imperiale fino al III secolo d.C. Scavi archeologici effettuati anche con georadar, hanno testimoniato che si trattava di un piccolo centro, scarsamente popolato. Sono stati rinvenutii resti di un anfiteatro in legno ed era presente un mercato frequentato fino all'età tardoantica. Pur con popolazione ridotta, continuò a sopravvivere dopo la cristianizzazione come diocesi di Forum Novum, da cui il termine Vescovìo. 
La colonia fu infine distrutta durante le incursioni saracene del IX secolo culminate in quella dell'846. Con i materiali di spoglio venne eretta la chiesa romanica di Santa Maria della Lode e San Polo, frazione del comune di Tarano.

## Archeologia
Le prime ricerche archeologiche, fino agli inizi degli anni '80, rilevarono la presenza di una basilica, di un complesso templare, di parte del foro e di altri edifici associati di indefinita funzione.
Nuove ricerche furono intraprese nel 1997 nel progetto dalla British School at Rome Tiber Valley Project e grazie ai rilevamenti geofisici e tramite Georadar si comprese che l'area non dovesse essere molto popolata; gli unici edifici a carattere domestico reperiti furono delle piccole tabernae, anche se una villa urbana fu individuata nei pressi del centro cittadino, oltre ad un anfiteatro e al complesso delle terme; si ipotizzò pertanto che il centro dovesse essere a carattere rurale, con monumenti eretti grazie al contributo di élite locali. Altri scavi, recentissimi, (2013) hanno individuato il percorso dell'acquedotto, in gran parte conservato e funzionante.